# Силенте
Силенте је хрватска поп рок група из Дубровника основана 2013 . Прославили су се песмом „Терца на тишину“.
Њихов први албум зове се Ловац на чудеса. До краја бенда 8. јула 2016. године, према речима Тибора Карамехмедовића „Због тренутне немогућности да дају било шта уметнички вредно на сцени и ван ње“ , објавили су два албума. Бенд се поново окупио у новембру 2017. године.

## Чланови
- Дорис Косовић - вокал
- Тибор Карамехмедовић - гитара, вокал
- Санин Карамехмедовић - бас
- Ивуша Гојан - бубњеви
- Шимун Кончић - клавијатуре / гитара, вокал
- Ивана Чуљак - виолина, вокал

### Бивши чланови
- Лорена Милина - виолина, вокал

## Награде
- Награда за најбољу песму на 62. Загребачком фестивалу
- Награда Порин у категорији Нови извођач 2014. године
- Награда хрватског радија за најбољег новог извођача од Златка Туркаља
- Награда Института хрватске глазбе за највиши улаз новог извођача на ТОП ХР 40

## Дискографија

### Албуми
- Ловац на чуда (2013) )
- Река неће тећи кроз ваздух (2015. )
- Мало магле, мало месечине (2018. )

### Синглови
1. Чудна или чудесна
2. Како мислиш
3. Неће ријека зраком тећи
4. Необрањиво